# Вануатско-индийские отношения
Индийско-вануатские отношения — международные дипломатические, экономические, военные, культурные и иные отношения между Республикой Индия и Вануату.

## История
Дипломатические отношения между Индией и Вануату были созданы в 1986 году. Верховная комиссия Индии в Канберре, Австралия, была аккредитована в Вануату до августа 2000 года, когда она была переведена в Порт-Морсби, в Папуа. Аккредитация была вновь передана Высшей комиссии в Сува на островах Фиджи в июне 2014 года. 
Впервые премьер-министр Индии встретился с премьер-министром Вануату в 1983 году, когда два лидера прибыли на встречу неприсоединившихся стран в Нью-Дели. Официальные дипломатические отношения между Республикой Индия и Республикой Вануату начались в период поздней Холодной войны в 1986 году, после того как Вануату официально вошёл в Движению неприсоединения. Это сделало его единственной страной в Океании, которая не присоединилась к Западному блоку.
Премьер-министр Индии Нарендра Моди присоединился к первому саммиту Форума стран Азиатско-тихоокеанского региона в ноябре 2014 года в Суве, где присутствовала делегация, включая министра иностранных дел Вануату. Премьер-министр Моди объявил о новых программах в интересах Индии и стран Тихоокеанского региона, включая Вануату. Эти программы включали:
- Увеличение «грантовой помощи» с 125 000 до 200 000 долларов США ежегодно каждой из 14 стран Тихоокеанского региона для проектов сообщества по своему выбору.
- Выдачу виз по прибытии для граждан Индии, отправляющихся в страны Тихоокеанского острова в качестве туристов.
- Открытие торговых представительств на территории Индии для всех стран Тихоокеанского региона.
- Новая программа для экономического развития островных стран.

Премьер-министр Моди также предложил идею регулярного «Форума сотрудничества Индии и Тихоокеанских островов», призванного активизировать диалог между Индией и странами Тихоокеанского региона. 

## Двусторонняя торговля
Индия является пятым по величине экспортным партнёром Вануату, с товарами на сумму 5,5 млн. Долл. США, отправленными в 2013—2014 годах. Эта доля равна 1,5 % всего экспорта Вануату и составляет от 5,37 млн. Долл. США в 2012—2013 годах.
Вануату импортирует товары из Индии на сумму 3,5 млн. Долл. США, что составляет 1,3 % импорта Вануату Это на 29 % больше, чем 2,67 млн. Долларов США в 2012-13 годах, а с 2000 года — на 867 %. Индия в настоящее время является 13-м по величине экспортером Вануату.

## Индийская помощь
Индия предоставляет ежегодные субсидии в целях развития Вануату в рамках своих региональных инициатив по оказанию помощи тихоокеанским островам. 
После прохода урагана «Пэм» 5 категории Индия также предоставила денежную помощь в размере 250 000 долл. США на восстановление повреждённых объектов инфраструктуры. 
В ходе визита индийского министра энергетики Пиюша Гойя в Вануату в октябре 2016 года Индия предоставила Вануату грант в размере 200 000 долларов США на светодиодные лампы и другое энергосберегающее оборудование. Индия также предоставила Bruno Leingkone Tau 190 000 долларов США для установки информационно-коммуникационного оборудования в 76 школах страны. Обе стороны также подписали соглашение о создании Центра передового опыта Индии и Вануату в области ИТ-технологий (CEIT).